# 女の階級
『女の階級』（おんなのかいきゅう）は、吉屋信子の小説。またそれを原作とよする1936年（昭和11年）公開の日活映画。その映画の主題歌及びシングルレコードのタイトルである。

## 概要
1936年4月11日から9月19日にかけて、読売新聞にて連載された。

## 映画

### 概要 (映画)
日活多摩川撮影所（現在の角川大映撮影所）で撮影された現代劇である。主演の岡譲二は当時人気絶頂期を迎えていた。
加壽子を演じた星玲子は、当時歌うスター杉狂児とのコンビで『あなたと呼べば』（監督千葉泰樹、1936年、歌はディック・ミネ・星玲子『二人は若い』）、『うちの女房にや髭がある』（監督千葉泰樹、1936年、歌は杉狂児・美ち奴）などのテイチクと提携した日活歌謡映画で、興行・レコードともにヒットを飛ばしていた。
多摩川撮影所の現代劇に限らず、当時の日活はサイレント映画からトーキーへの切り替え期にあり、サイレントとの差異を際立たせるのには音楽であるとし、テイチクとの提携を進めていた。時代劇部であった日活京都撮影所とテイチクの音楽提携作品に、マキノ正博監督の『弥次㐂夛道中記』（1938年）、『鴛鴦歌合戦』（1939年）、『弥次喜多 名君初上り』（1940年）などがある。これら京都作品にはいずれもディック・ミネ、服部富子、あるいは美ち奴といったテイチクの専属歌手が出演している。

### キャスト
- 岡譲二 - 美濃部
- 江川宇礼雄 - 林龍二
- 星玲子 - 司馬加壽子
- 美川かつみ - 妹・津勢子
- 高木永二 - 父・豪助
- 東日出子 - 母・房代
- 清川隆子 - 譲の母
- 原文雄 - 佐伯

### スタッフ
- 監督 - 千葉泰樹
- 原作 - 吉屋信子
- 脚色 - 荒巻芳郎
- 撮影 - 長井信一

## レコード
レコードの盤面には両面とも「流行歌」、「日活『女の階級』主題歌」とクレジットされている。B面の『回想譜』は劇中では加壽子役の星が歌った。
1. 女の階級
  - 作詞：島田磬也（「村瀬まゆみ」名義） / 作曲：古賀政男 / 編曲：古賀政男
  - 歌：楠木繁夫
  - 演奏：古賀政男オーケストラ
2. 回想譜 (加壽子のうたへる)
  - 作詞：今城靖児 / 作曲：古賀政男 / 編曲：古賀政男
  - 歌：藤山一郎
  - 演奏：古賀政男オーケストラ

## 註
1. ↑  “主な連載小説の記録”.   読売新聞へようこそ. 2023年5月19日閲覧。
2. ↑  『日本映画俳優全集・男優編』（キネマ旬報社、1979年）の「岡譲司」の項（p.113-114）を参照。同項執筆は吉田智恵男・奥田久司。
3. ↑  『日本映画俳優全集・女優編』（キネマ旬報社、1980年）の「星玲子」の項の記述（p.590-591）を参照。同項執筆は盛内政志。